# Zach Collins
Zach Collins (* 19. November 1997 in North Las Vegas) ist ein US-amerikanischer Basketballspieler. Der Innenspieler steht seit 2025 bei den Chicago Bulls in der NBA unter Vertrag.

## Laufbahn
Collins spielte an der Bishop Gorman High School in Las Vegas (US-Bundesstaat Nevada) und schrieb sich 2016 an der Gonzaga University ein. Für die Hochschulmannschaft der in Spokane (Bundesstaat Washington) gelegenen Uni spielte er lediglich ein Jahr: Während der Saison 2016/17 trug er in 39 Partien das Hemd der Mannschaft, die den Spitznamen „Die Bulldoggen“ trägt, stand dabei jedoch nie in der Anfangsaufstellung. Er musste auf der Position des Innenspielers dem Polen Przemysław Karnowski den Vortritt lassen, der Stammkraft unter dem Korb war. Collins’ Einsatzzeit betrug bei Gonzaga 17,2 Minuten pro Spiel, er verbuchte Mittelwerte von zehn Punkten sowie knapp sechs Rebounds. Mit 69 geblockten gegnerischen Würfen war er in dieser statistischen Kategorie während der Saison 2016/17 bei Gonzaga führend. Er stieß mit seiner Mannschaft bis ins Endspiel der NCAA vor, unterlag dort jedoch North Carolina mit 65:71. Collins erzielte im Finale neun Zähler und sammelte sieben Rebounds ein. Anschließend kehrte er Gonzaga den Rücken und wagte den Sprung ins Profigeschäft.
Beim Draft der NBA im Juni 2017 wurde Collins in der ersten Auswahlrunde an insgesamt zehnter Stelle von den Sacramento Kings genommen, die die Rechte an dem jungen Innenspieler aber an die Portland Trail Blazers abgaben. Anfang Juli 2017 wurde er von Portland offiziell unter Vertrag genommen. In der Anfangszeit seines NBA-Auftaktspieljahres 2017/18 erhielt Collins in Portland kaum Einsatzzeit (3,8 Minuten je Spiel im November 2017), erkämpfte sich später aber größere Spielanteile. Er kam insgesamt in 66 Spielen der NBA-Hauptrunde zum Einsatz, stand durchschnittlich 15,8 Minuten auf dem Spielfeld und erzielte im Schnitt 4,4 Punkte sowie 3,3 Rebounds je Begegnung. Er steigerte sich in den folgenden beiden Spieljahren in beiden Werten, 2020/21 kam Collins auf 7 Punkte sowie 6,3 Rebounds pro Partie.
Nachdem er in der Saison 2020/21 aufgrund eines Ermüdungsbruchs im Fuß nicht zum Einsatz gekommen war, wurde Collins im Sommer 2021 von den San Antonio Spurs verpflichtet. Im Juni 2021 erlitt er abermals einen Ermüdungsbruch im linken Fuß und musste sich einer dritten Operation innerhalb von zehn Monaten unterziehen.
San Antonio gab Collins Anfang Februar 2025 an die Chicago Bulls ab.

## Karriere-Statistiken

### NBA

#### Hauptrunde
| Saison  | Team        | GP  | GS | MPG  | FG % | 3P % | FT % | RPG | APG | SPG | BPG | PPG  |
| ------- | ----------- | --- | -- | ---- | ---- | ---- | ---- | --- | --- | --- | --- | ---- |
| 2017–18 | Portland    | 66  | 1  | 15.8 | .398 | .310 | .643 | 3.3 | 0.8 | 0.3 | 0.5 | 4.4  |
| 2018–19 | Portland    | 77  | 0  | 17.6 | .473 | .331 | .746 | 4.2 | 0.9 | 0.3 | 0.9 | 6.6  |
| 2019–20 | Portland    | 11  | 11 | 26.4 | .471 | .368 | .750 | 6.3 | 1.5 | 0.5 | 0.5 | 7.0  |
| 2021–22 | San Antonio | 28  | 4  | 17.9 | .490 | .341 | .800 | 5.5 | 2.2 | 0.5 | 0.8 | 7.8  |
| 2022–23 | San Antonio | 63  | 26 | 22.9 | .518 | .374 | .761 | 6.4 | 2.9 | 0.6 | 0.8 | 11.6 |
| 2023–24 | San Antonio | 69  | 29 | 22.1 | .484 | .320 | .753 | 5.4 | 2.8 | 0.5 | 0.8 | 11.2 |
| Gesamt  | Gesamt      | 314 | 71 | 19.6 | .479 | .336 | .750 | 4.9 | 1.8 | 0.4 | 0.7 | 8.3  |

#### Play-offs
| Saison  | Team     | GP | GS | MPG  | FG % | 3P % | FT % | RPG | APG | SPG | BPG | PPG |
| ------- | -------- | -- | -- | ---- | ---- | ---- | ---- | --- | --- | --- | --- | --- |
| 2017–18 | Portland | 4  | 0  | 17.5 | .367 | .214 | .750 | 3.0 | 1.5 | 0.8 | 0.5 | 7.0 |
| 2018–19 | Portland | 16 | 0  | 17.2 | .506 | .333 | .800 | 3.6 | 0.9 | 0.4 | 1.4 | 6.8 |
| Gesamt  | Gesamt   | 20 | 0  | 17.3 | .468 | .286 | .793 | 3.5 | 1.0 | 0.5 | 1.2 | 6.9 |